# Terratrèmol de la Itàlia central d'octubre de 2016
El terratrèmol de la Itàlia central d'octubre de 2016 fou un terratrèmol de magnitud 5,5 que va produir-se a 8 km a l'est sud-est de la ciutat italiana de Sellano el 26 d'octubre quan passaven 11 minuts de les set del vespre (hora local) a una profunditat de 10,0 km.
El terratrèmol es va notar també a Roma. Algunes cases es van esfondrar a Marques i hi va haver també fallades a les xarxes elèctrica i telefònica.
El mateix 26 d'octubre a les 9:18 del matí, hora local, un terratrèmol intraplaca de magnitud 6.1 va colpejar Itàlia a una distància de 3 quilòmetres (1,9 milles) a l'oest de Visso. Aquest terratrèmol es considera una rèplica del terratrèmol de l'agost prop de Norcia. No obstant protecció civil va estimar les conseqüències com a menys dramàtiques del que es temia. Segons dades oficials, l'única víctima mortal va traspassar degut a un atac de cor degut al terratrèmol.
Segon terratrèmol (30 d'octubre)
El 30 d'octubre a les 07:40 hora local (06:40 GMT), un important sisme de magnitud 6.6  M  W  es va produir a 6 quilòmetres (3,7 milles) al Nord de Norcia. També a una profunditat de 10 quilòmetres. Es va reportar la destrucció del poble d'Arquata del Tronto i la Basílica de San Benedicto.

## Geologia
El sisme va ocórrer en una bretxa sísmica que es troba entre les zones afectades pel terratrèmol d'agost de 2016 i el que es va produir a Ombria i Les Marques, el 1997. En aquesta bretxa sísmica, cap terratrèmol fort ha tingut lloc des de fa 157 anys fins ara.
Si bé el procés de plegat de les muntanyes dels Apenins és recent, va començar fa 500.000 anys, les falles no són del tot suaus, de manera que es produeixen molts xocs són causats per xocs precedents, segons el sismòleg Ross Stein de la Universitat Stanford. Així, el xoc destructor, va ser precedit per un xoc previ dues hores abans, el que va fer que les persones abandonessin les seves llars i així, eren a un lloc segur quan es va produir el xoc principal.

## Dades

Magnitud del terratrèmol de la Itàlia central d'octubre de 2016

| Data            | Hora local (CEST/MET) | Magnitud de moment | Profunditat Hipocentre | Epicentre                 | Epicentre | Epicentre |
| Data            | Hora local (CEST/MET) | Magnitud de moment | Profunditat Hipocentre | Ciutat                    | Latitud   | Longitud  |
| --------------- | --------------------- | ------------------ | ---------------------- | ------------------------- | --------- | --------- |
| 26 octubre 2016 | 19:10:36              | 5,4                | 8,7 km                 | Castelsantangelo sul Nera | 42,88 N   | 13,13 E   |
| 26 octubre 2016 | 21:18:05              | 5,9                | 8 km                   | Castelsantangelo sul Nera | 42,92 N   | 13,13 E   |
| 26 octubre 2016 | 23:42:01              | 4,5                | 10 km                  | Castelsantangelo sul Nera | 42,86 N   | 13,13 E   |
| 27 octubre 2016 | 05:19:27              | 4,0                | 9 km                   | Castelsantangelo sul Nera | 42,84 N   | 13,15 E   |
| 27 octubre 2016 | 05:50:24              | 4,4                | 9 km                   | Ussita                    | 42,99 N   | 13,13 E   |
| 27 octubre 2016 | 10:21:45              | 4,3                | 9 km                   | Castelsantangelo sul Nera | 42,87 N   | 13,10 E   |
| 27 octubre 2016 | 19:22:23              | 4,2                | 9 km                   | Norcia                    | 42,84 N   | 13,10 E   |
| 29 octubre 2016 | 18:24:33              | 4,2                | 11 km                  | Norcia                    | 42,81 N   | 13,10 E   |
| 30 octubre 2016 | 07:40:17              | 6,5                | 10 km                  | Norcia                    | 42,84 N   | 13,11 E   |
| 30 octubre 2016 | 07:44:30              | 4,6                | 10 km                  | Preci                     | 42,85 N   | 13,07 E   |
| 30 octubre 2016 | 07:55:40              | 4,1                | 13 km                  | Norcia                    | 42,74 N   | 13,17 E   |
| 30 octubre 2016 | 08:00:40              | 4,1                | 10 km                  | Preci                     | 42,88 N   | 13,05 E   |
| 30 octubre 2016 | 08:04:59              | 4,0                | 10 km                  | Preci                     | 42,82 N   | 13,06 E   |
| 30 octubre 2016 | 08:05:56              | 4,1                | 8 km                   | Norcia                    | 42,79 N   | 13,16 E   |
| 30 octubre 2016 | 08:07:53              | 4,2                | 10 km                  | Norcia                    | 42,71 N   | 13,19 E   |
| 30 octubre 2016 | 08:08:35              | 4,3                | 10 km                  | Norcia                    | 42,71 N   | 13,14 E   |
| 30 octubre 2016 | 08:13:05              | 4,5                | 11 km                  | Accumoli                  | 42,70 N   | 13,24 E   |
| 30 octubre 2016 | 08:34:47              | 4,0                | 10 km                  | Ussita                    | 42,92 N   | 13,13 E   |
| 30 octubre 2016 | 09:35:58              | 4,4                | 10 km                  | Preci                     | 42,83 N   | 13,08 E   |
| 30 octubre 2016 | 11:19:26              | 4,1                | 11 km                  | Norcia                    | 42,82 N   | 13,15 E   |
| 30 octubre 2016 | 12:21:08              | 4,1                | 8 km                   | Pievebovigliana           | 43,07 N   | 13,07 E   |
| 30 octubre 2016 | 12:58:17              | 4,0                | 10 km                  | Preci                     | 42,83 N   | 13,06 E   |
| 30 octubre 2016 | 13:07:00              | 4,6                | 10 km                  | Preci                     | 42,83 N   | 13,08 E   |
| 30 octubre 2016 | 14:34:54              | 4,5                | 9 km                   | Norcia                    | 42,80 N   | 13,16 E   |
| 30 octubre 2016 | 19:21:09              | 4,0                | 10 km                  | Norcia                    | 42,79 N   | 13,15 E   |
| 31 octubre 2016 | 04:27:40              | 4,2                | 11 km                  | Norcia                    | 42,77 N   | 13,08 E   |
| 31 octubre 2016 | 08:05:44              | 4,2                | 10 km                  | Norcia                    | 42,84 N   | 13,13 E   |

(Font: Istituto Nazionale di Geofisica e Vulcanologia)